# Zhoř (Vysočina)
Zhoř é uma comuna checa localizada na região de Vysočina, distrito de Jihlava.